# 伊朗人种

阿富汗人，伊朗人種。
《Man, Past and Present》(1899年)，Augustus H. Keane著。

伊朗人种，又稱“伊朗-阿富汗人種”，是高加索人種的分支，包括了居住在大伊朗地區的種族，即伊朗，阿富汗，巴基斯坦西部等地的居民。由於學者的觀念上的差異，部分学者將其關聯於北歐人種或者地中海人種。

## 體貌特種
二十世纪法國人類學家德尼克定義的人種類型，特徵是黑色頭髮、眼珠顏色深褐色或黑色、身材强壮、身型中高、長頭型、窄臉、勾鼻。